# 12th South Carolina Infantry
Douzième régiment d'infanterie de Caroline du Sud
Le 12th South Carolina Infantry (douzième régiment d'infanterie de Caroline du Sud) est un régiment d'infanterie qui a servi dans l'armée des États confédérés pendant la guerre de Sécession.

## Formation
En réponse à l'appel du président du gouvernement provisoire des États confédérés d'Amérique, Jefferson Davis, le ou vers le 1er juillet 1861, les compagnies des volontaires provenant de tous les États sécessionnistes commencent à se mettre en avant. Les volontaires de Caroline du Sud se donnent rendez-vous à Columbia, en Caroline du Sud, et sont envoyés dans un camp d'instruction. Ce camp est situé à environ cinq miles de Columbia, à Lightwoodknot Springs ; là les hommes peuvent élire leurs officiers supérieurs. Le premier régiment est formé en tant que 12th South Carolina Infantry.

## Service
Le 12th South Carolina Infantry participe à la bataille de Chantilly le 1er septembre 1862. Il se retrouve au contact des troupes de l'Union et est placé sur la ligne de front, soutenu par les fusiliers d'Orr. Il repousse les troupes de l'Union sous une pluie battante(p682-683).
Il prend part à la bataille de Fredericksburg. Dans le compte rendu de la bataille du major général A. P. Hill, le régiment est mentionné au moment où le brigadier général Maxcy Gregg est blessé mortellement(p646).
Lors de la bataille de Gettysburg, près du séminaire,  le 12th South Carolina Infantry est envoyé avec le 13th South Carolina Infantry  par le colonel Abner M. Perrin pour prendre de flanc les troupes de l'Union du commandant Alexander Biddle. Ils parviennent à repousser la ligne de l'Union, faisant reculer d'abord le 121st Pennsylvnia Infantry, puis le 80th New York Infantry, 142nd Pennsylvania Infantry et 151st Pennsylvania Infantry(p146-149).

## Pertes
Le 12th South Carolina perd 1 tué et 10 blessés lors des combats à Chantilly et parmi les morts se trouve le lieutenant W. C. Leppard(p683). Le régiment rend compte d'un tué et de sept blessés lors de la bataille de Fredericksburg(p560).
Lors de combats à proximité du séminaire de Gettysburg, le 12th South Carolina Infantry perd 132 hommes sur les 366 engagés.

## Effectifs
Les officiers du régiments sont, à ses débuts :
Commandant : colonel R. G. Mills Dunovant
Commandant en second: lieutenant-colonel Dixon Barnes
Chef d'état-major: commandant Cadwallader Jones

## Rôle des compagnies
Compagnie A
Comté de recrutement : comté de York, Caroline du Sud
Surnom : Bonham Rifles (fusiliers de Bonham)
Commandant(s):
- Capitaine L. W. Grist
- Capitaine J. T. Parker
- Capitaine W. H. McCorkle

Officiers subalternes :
- Premier lieutenant W. D. Miller
- Premier lieutenant J. A. Watson
- Second lieutenant J. D. Witherspoon
- Second lieutenant N. H. Watson

Sous-officiers :
- Premier sergent Richard Hare
- Premier sergent J. J. Thomlinson

Compagnie B :
Recrutés dans le comté de : York, Caroline du Sud
Surnom : Campbell Rifles (fusiliers de Campbell)
Commandant(s) :
- Capitaine John Lucas Miller
- Capitaine W. S. Dunlop

Officiers subalternes :
- Premier lieutenant W. S. Dunlap
- Second lieutenant T. J. Bell
- Second lieutenant J. H. Bingham

État-major de la compagnie :
- Adjudant: Soldat S. C. Sadler

Sous-officiers:
- Premier sergent R. W. Whitesides

Soldats :
- Arrowood, James
- Barbier, J. C.,
- Barker, G. C.
- Bigham, J. H.,
- Blackwell, A.
- Bolin, Lewis
- Brigman, James B., Soldat
- Brown, J. T.,
- Brown, L.
- Brown, W. M
- Clark, J. J.
- Childers, W. W.
- Childress, W. W.
- Clark, S. M.
- Chambers, J. S.
- Chambers, W. E.
- Chambers, W. C.
- Childers, E.
- Clines, C. P.
- Cobb, George,
- Cobb, J. A.
- Darwin, M. V
- Doster, Alfred
- Dowdle, John
- Edder, J. W.
- Faries, John R.
- Finley, Sm.
- Ferguson, W. C.
- Hagins, C. J.,
- Hagins, John McMurray
- Hagins. W. L.
- Hagins, S.
- Holbrooks, Martin
- Howell, W. B.
- Jackson, J. L.
- Johnston, Steven M.
- Jones, E.
- Kell, J. D.
- Kincaid, James
- Lanier, Lewis
- Love, R. J.
- Lowry, Wm.
- Moore, D. D.
- Manning, R. L.
- Manning, W. C.
- McFadden, J. B.
- McKnight, J. E.
- McKnight, J. B.
- McKnight, J. R.
- McDaniel, J. L.
- Miller, W. J.
- Mullinax, W. J.
- Mullins, R. A.
- Mullins, W. H.
- Nichols, J. A.
- Parish, C. W.
- Pinkston, W. M.
- Pearson, C. M.
- Pierce, R.
- Pressley, B. C.
- Quinn, Warren
- Quinton, J.
- Ramsey, T. W.
- Ravin, J. J.
- Rawls, Martin
- Sanders, M. L.
- Sherrer, George S.
- Spenser, T. N.
- Stewart, J. D.
- Stewart, W. T.
- Simmons, R. L.
- Smith, J. L.
- Smith, J. H.
- Smith, R. W.
- Strain, Samuel
- Templeton, Joseph
- Underwood, Auguste
- Wallace, William
- Wallace, A. L.
- Wallace, W. L.
- Ware, George A.
- Ware, James S.
- Wood, Lewis
- Weaver, Thomas
- Wear, James
- White, W. W.
- Westmoreland, H.
- Whisonant, J. B.
- Whitesides, BA
- Whitesides, R. W.
- Whitesides, J. M.
- Whitesides, T. B.
- Wylie, B. W.

Compagnie C :
Recrutés dans le comté de : Fairfield, Caroline du Sud
Surnom : aucun
Commandant(s) :
- Capitaine J. A. Hinnant
- Capitaine J. R. Thomas
- Capitaine H. C. Davis

Officiers subalternes :
- Premier lieutenant J. W. Delleny
- Premier lieutenant S. Y. Rosborough
- second lieutenant J. R. Boyles

État-major de la compagnie :
- Adjudant: Soldat W. C. Buchanan
- Intendant hospitalier : soldat W. W. Entzminger

Sous-officiers :
- Sergent major N. C. Robertson
- Sergent d'ordonnance S.W. Broom
- Sergent J. R. Thomas
- Sergent J. W. Robinson
- Sergent J. R. Boyles
- Sergent J. L. Goza
- Caporal J. A. Gosborough
- Caporal John W. Broom
- Caporal Isom Neely
- Caporal J. H. True
- Caporal Samuel Rose
- Caporal William H. Smith

Soldats :
- Arledge, Thos.
- Ayers, John
- Bishop, W. C.
- Blake, William
- Braswell, A. C.
- Braswell, M. L.
- Braszeil, R. V.
- Brazeil, W. J.
- Broom, Charles Powell Alston
- Broom, J. B.
- Broom, Dr. Thomas Furman
- Brown, J. L.
- Buchanan, W. C.
- Carter, A. J.
- Carter, D. L.
- Coleman, C. S.
- Cook, George
- Cook, Jessee
- Cook, William
- Cooper, J. H.
- Cooper, Lamuel
- Crosland, John
- Crosland, S. Y.
- Davis, Powell
- Davis, Riley
- Davis, Sylvester
- Dinkle, J. M.
- Dominz, William
- Douglas, D. S.
- Douglass, A. S.
- Dunlap, S. P.
- Dunlap, J. J.
- Dunn, Alfred
- Dunn, David
- Durham, T. H.
- Duren, William
- Gastler, H. R.
- Ellis, William
- Eutzminger, W. W.
- Farmer, J. W.
- Flemming, John
- Fogg, J. M.
- Freeman, Enoch
- Freeman, James
- Freeman, John
- Freeman, Joe
- Freeman, William
- Hathcock, G. W.
- Hatcher, W. H.
- Hays, Arthur
- Hays, Benj.
- Hays, John
- Hendrix, G. W.
- Hendrix, J. A.
- Hendris, J. S.
- Hinnant, Henry
- Hollis, J. L.
- Hood, Benj.
- Howell, John
- Howell, Thomas
- Huffstetter, J. L.
- Lucas, John
- Kennedy, J. A.
- Madden, C.D.
- Mickle, W. T.
- Mops, Roland
- Neely, Richard
- Paul, J. W.
- Paul, Thomas
- Perry, S. R.
- Price, Edmund
- Price, W. J.
- Pogue, R. F.
- Rains, Antony
- Rains, Henry
- Rains, William
- Reynolds, J. H.
- Reynolds, Osmond
- Reynolds, Roland
- Reynolds, Thomas
- Reynolds, Joseph
- Reynolds, Hasting
- Richardson, J. R.
- Richardson, John
- Richardson, J. S.
- Richardson, Thomas
- Richardson, William
- Richardson, W. D.
- Robertson, J. A.
- Robertson, N. C.
- Robertson, J. T.
- Robertson, A. W.
- Robinson, J. J.
- Rosborough, E. F.
- Rosborough, J. L.
- Rose, Joseph
- Rose, W. A.
- Rush, William
- Swartz, J. B.
- Smart, R. N.
- Smith, G. D.
- Smith, J. M.
- Smith, J. R.
- Smith, W. R. T.
- Smith, J. W.
- Simpson, G. J.
- Swatmon, G. W.
- Taylor, W. E.
- Williamson, J. W.
- Wilson, F. N.
- Wooten, M. L.
- Wyrick, J. L.
- Vaughn, J. M.
- Young, J. A.

Compagnie D :
Recrutés dans les comtés : inconnu
Surnom : aucun
Commandants :
- Capitaine E. F. Bookter
- Capitaine J. H. Kinsler
- Capitaine J. C. Smith

Officiers subalternes :
- Premier lieutenant W. H. Rives
- Premier lieutenant-M. R. Sharp
- Premier lieutenant W. H. Talley
- Second lieutenant N. R. Bookter

État-major de la compagnie :
- Tambour major Louis Jacobs

Sous-officiers :
- Premier sergent W. S. Crosby

Compagnie E :
Recrutés dans le comté de : Lancaster, Caroline du Sud
Surnom : aucun
Commandants :
- Capitaine C. F. Hinson
- Capitaine T. F. Clyburn

Officiers subalternes :
- Premier lieutenant Christopher Colombus Welsh

Sous-officiers :
- Sergent N. R. Bookter

- Caporal Wm C Roberts

Soldats : compagnie D
- Isaiah Barefoot, soldat
- J. W. Barefoot, soldat
- W. P. Bookter, soldat
- Joel Brazell, soldat
- Joseph Brazell, soldat
- Henry Brazell, soldat
- William Brown, conducteur
- Robert B. Center, soldat
- Wesley W. Cooper, soldat/caporal
- James Craft, soldat
- Walter S. Crosby, soldat
- William S. Crosby, soldat
- J. S. Deas, soldat
- Hyram Ford, soldat
- Isaac Freeman, soldat
- Edward W. Fuller, Infirmier
- E. J. Gilmore, soldat
- W. J. Golding, soldat
- James Griffin, soldat
- Albert Hammond, soldat
- L. D. Hammond, soldat
- Jere Hammond, soldat
- James Hammond, soldat
- John Hammond, soldat
- Pat Hammond, soldat
- Thomas Harris, soldat
- Alexander Manor, soldat
- John Manor, soldat
- Benjamin Martin, soldat
- James Martin, soldat
- John McGrady, soldat
- R. A. McGrady, soldat
- James McNiell, soldat
- Elijah Medlin, soldat
- Allen Medlin, soldat
- Preston Medlin, soldat
- Samule Medlin, soldat
- David Moore, soldat
- John Moore, soldat
- Jasker Parler, soldat
- Ansel B. Phillips, soldat
- Thomas H. Rives, ?
- Wade H. Rives, soldat/premier lieutenant
- Martin D. Rose, soldat/premier sergent
- A. J. Ruff, soldat
- John Sanders, soldat
- George W. Smith, soldat
- Hugh Stephenson, soldat
- John W. Suttlemire, soldat
- E. D. Taylor, soldat
- James A. Thomas, soldat
- Schadrac Thomas, soldat
- William Thomas, soldat
- Thoroughgood Thornton, soldat
- J. U. Turnipseed, soldat
- James Wagstaff, soldat
- J. Washburn, soldat